# Federación Uruguaya de Magisterio
La Federación Uruguaya de Magisterio de Trabajadores de Educación Primaria o FUM-TEP es una organización sindical integrada por asociaciones de profesionales (docentes) y asociaciones de trabajadores de la educación primaria de Uruguay y se encuentra afiliada al PIT-CNT.  
La FUM-TEP tiene un estatuto en el que se encuentran supeditadas todas las asociaciones, las cuales a su vez tienen su propia organización interna. Sus principales órganos de decisión son el Congreso, la Mesa Representativa Federal y el Secretariado Ejecutivo Nacional y cada uno posee un funcionamiento regido estatutariamente. Entre sus cometidos, se propone representar a sus afiliadas y afiliados y defender sus derechos, defender los principios varelianos, asegurar la autonomía del sistema educativo mediante la preservación de su autonomía y apelar al fortalecimiento de los vínculos, el respeto y la fraternidad entre los pueblos y la vigencia de los derechos humanos.

## Historia
El 20 de febrero de 1945 entidades gremiales de magisterio tomaron la decisión de que la Confederación de Maestros del Uruguay y la Federación de Asociaciones Magisteriales del Uruguay (FAMU) convocaran a un Congreso Constituyente. El objetivo era alcanzar la unificación del magisterio uruguayo. Como resultado de este Congreso se conformó la Federación Uruguaya de Magisterio.
En la celebración de su 50 aniversario fue el primer y único sindicato homenajeado en el parlamento uruguayo. Actualmente la FUM pasó a ser la FUM-TEC pues con la vuelta de la democracia se incorporan a este sindicato los funcionarios no docentes (AFUPRIM) y, de esta forma, se convierte en el sindicato con mayor cantidad de afiliados, además del más antiguo.
En 1990 se realizan las primeras publicaciones de una revista llamada "Quehacer educativo", resultado de la construcción colectiva de sus afiliados con la intención de ser un aporte para la formación permanente.
La ubicación de su sede central es en la calle Maldonado 1170, en Montevideo, Uruguay.

## Estructura

### Integrantes
Según el Artículo 2, la Federación Uruguaya de Magisterio está integrada por 15 miembros elegidos por voto directo por los docentes y no docentes, quienes deben integrar la lista de socios de las entidades asociadas, en lo que refiere a la lista y el programa. En la Conferencia Mundial de Mujeres de la Internacional de la Educación de 2014, en la que Uruguay estuvo representado por la secretaria de la FUM-TEP Elbia Pereira, la vicepresidenta del Comité Regional de la Educación para América Latina, Fátima Silva, dijo que "Las mujeres siguen siendo mayoría en el magisterio pero minoría en los espacios de poder" agregando como explicación que "las mujeres tienen doble jornada de trabajo: en el sindicato y en la casa" 

### Congreso
Es la autoridad máxima, sus integrantes tienen voz y voto, designada por las instituciones afiliadas y los delegados, quienes participan con voz pero sin voto. Cada institución tiene representantes. El Congreso se reúne cada dos años ordinadamente durante los dos meses posteriores a las elecciones.

### Mesa Representativa Federal
La Mesa Representativa Federal, se reúne en forma ordinaria cada dos meses y podrá ser convocada en forma extraordinaria por el Secretariado Ejecutivo Nacional o un tercio de las filiales de la Federación. Sus principales funciones son:
- Coordinar la labor de la Institución de acuerdo a las resoluciones del Congreso y de la mesa Representativa Federal.
- Dar cumplimiento a las tareas que le asignen el Congreso o la Mesa Representativa Federal.
- Nominar y reglamentar el funcionamiento de las Comisiones.
- Asumir la representación de la Federación ante organismos nacionales e internacionales.

## Filiales
- Rivera | AMDER: Asociación de Maestros de Rivera[13] 4 Representantes a la MRF
- Salto | Asociación Magisterial de Salto
- Tacuarembó | ADEMU
- Bella Unión | Asociación de Maestros de Bella Unión. 1 Representante a la MRF
- Artigas |  Asociación de Maestros de Artigas. ADEMA 3 Representantes a la MRF
- Paso de los Toros | ADEMU 1 Representantes a la MRF
- Río Negro | AMRN: Asociación de Maestros de Río Negro 1 Representantes a la MRF
- Soriano | ADEMU 1 Representantes a la MRF
- Paysandú | ADEMU 2 Representantes a la MRF
- Cerro Largo | AMCL: Asociación Magisterial de Cerro Largo 2 Representantes a la MRF
- Young | ADEMU
- Durazno | AMAD: Asociación de Maestros de Durazno 3 Representantes a la MRF
- Durazno | AMAFLO: Asociación de Maestros de Durazno 1 Representantes a la MRF
- Treinta y Tres | Asociación Magisterial de Treinta y Tres 2 Representantes a la MRF
- Sarandí Grande | ADEMU 1 Representantes a la MRF
- Nueva Palmira | ADEMU 1 Representantes a la MRF
- Carmelo | AMCAR: Asociación de Maestros de Carmelo 2 Representantes a la MRF
- Colonia | AMAC: Asociación de Maestros de Colonia 2 Representantes a la MRF
- Juan Lacaze | ADEMU 1 Representantes a la MRF
- Canelones NW | ADEMU 2 Representantes a la MRF
- Canelones | ADEMU 6 Representantes a la MRF
- Lavalleja | ADEMU 2 Representantes a la MRF
- Rocha | Asociación Magisterial Rochense 3 Representantes a la MRF
- Rosario | ADEMU 1 Representantes a la MRF
- San José | ADEMU 3 Representantes a la MRF
- Florida | ADEMU 2 Representantes a la MRF
- San Carlos | ADEMU 1 Representantes a la MRF
- Maldonado | ADEMU 3 Representantes a la MRF
- Afuprim | Sindicato Nacional 10 Representantes a la MRF
- Montevideo | ADEMU 13 Representantes a la MRF